# نانسی ایپ
نانسی چو ایپ یوک یو (چینی: 朱玉如; پین‌یین: Zhūyù Rú)، که در نشریات دانشگاهی با نام نانسی وای-ایپ نیز شناخته می‌شود، یک عصب‌شناس هنگ کنگی است. او از ۱۹ اکتبر ۲۰۲۲ به عنوان پنجمین رئیس دانشگاه علم و فناوری هنگ کنگ (HKUST) خدمت می‌کند. او به عنوان معاون تحقیق و توسعه، استاد مورنینگ سایت علوم زیستی و مدیر آزمایشگاه کلیدی ایالتی علوم اعصاب مولکولی نیز در اچ‌کی‌یواس‌دی خدمت کرده بود. از دسامبر ۲۰۲۲، خانم ایپ به عنوان معاون هیئت هنگ کنگ در کنگره ملی خلق نیز مشغول به کار بوده و بیشترین تعداد آرا را از کمیته انتخاباتی ۱۲۷۳ عضوی که نمایندگان را انتخاب می‌کند، با ۱۲۵۴ رای دریافت کرده است.

## زندگی‌نامه
نانسی ایپ در هنگ کنگ متولد شد و خانه اجدادی اش در تایشان گوانگدونگ بود. او ششمین و کوچک‌ترین عضو خانواده است. او تحصیلات متوسطه را در کالج سنت مری کانوسیان گذراند.
او مدرک لیسانس خود را در شیمی و زیست‌شناسی از کالج سیمونز در سال ۱۹۷۷ و در سال ۱۹۸۳ مدرک دکترای خود را در رشته فارماکولوژی از دانشکده پزشکی دانشگاه هاروارد دریافت کرد.
از زمان پیوستن به دانشگاه علم و صنعت هنگ کنگ در سال ۱۹۹۳، ایپ به عنوان رئیس علوم، مدیر مؤسسه تحقیقات بیوتکنولوژی و رئیس گروه بیوشیمی خدمت کرد. او در حال حاضر معاون تحقیق و توسعه، استاد مورنینگ سایت علوم زیستی و مدیر آزمایشگاه کلیدی دولتی علوم اعصاب مولکولی در دانشگاه است.
او به عضویت آکادمی علوم چین (۲۰۰۱)، آکادمی علوم جهانی (۲۰۰۴)، آکادمی ملی علوم ایالات متحده (۲۰۱۵)، آکادمی علوم هنگ کنگ (۲۰۱۵)، آکادمی علوم و هنر آمریکا (۲۰۱۶)، و آکادمی علوم پزشکی چین (۲۰۱۹) انتخاب شده است.
در سال ۲۰۰۴، او جایزه لورآل-یونسکو برای زنان در علم را در ششمین دوره جوایز سالانه لورآل-یونسکو برای زنان در علم به دلیل اکتشافاتش در مورد کنترل مولکولی فرایند رشد، تمایز و تشکیل سیناپس در سیستم عصبی دریافت کرد.

## پژوهش‌ها
اپی اکتشافات مهمی در زیست‌شناسی عوامل نوروتروفیک انجام داده است، به ویژه دربارهٔ پروتئین‌هایی که به رشد، بقا و تمایز نورون‌های در حال رشد و بالغ کمک می‌کنند. تحقیقات اخیر او برای درک تنظیم مسیرهای سیگنالی که توسط کلاس‌های مختلف گیرنده‌های سطح سلولی انجام می‌شود، به بینش‌های مهمی در مورد مکانیسم‌های اساسی پاتوژنز بیماری آلزایمر منجر شد و اهداف مولکولی جدید و استراتژی‌های درمانی بالقوه برای این بیماری را معرفی کرد.
| سِمَت‌های علمی  | سِمَت‌های علمی                                             | سِمَت‌های علمی |
| ------------ | ------------------------------------------------------- | ----------- |
| پیشین: وی شی | پنجمین رئیس دانشگاه علوم و فناوری هنگ کنگ ۲۰۲۲ – تاکنون | در حال تصدی |

## جوایز
ایپ در طول زندگی علمی و فعالیت های خود جوایز متعددی را نظیر بورسیه تحقیقات ارشد بنیاد کروچر (۱۹۹۸)، جوایز آکادمی علوم چین (۲۰۰۱)، جایزه دولتی علوم طبیعی، شورای دولتی جمهوری خلق چین (۲۰۰۳، ۲۰۱۱)، جایزه آکادمی جهانی علوم (۲۰۰۴)، جایزه لورآل-یونسکو برای زنان در علم (۲۰۰۴)، جایزه پیشرفت علمی و فناوری بنیاد هو لئونگ هو لی (۲۰۰۸)، مدال افتخار، دولت سار هنگ کنگ (۲۰۰۸)،  شوالیه نشان ملی شایستگی، فرانسه (۲۰۱۱)،  قاضی صلح، دولت سار هنگ کنگ (۲۰۱۴)، عضو موسس، آکادمی علوم هنگ کنگ (۲۰۱۵)، دانشیار خارجی، آکادمی ملی علوم ایالات متحده (۲۰۱۶)، عضو افتخاری خارجی، آکادمی هنر و علوم آمریکا (۲۰۱۶)، ۱۰ ستاره علمی چین توسط طبیعت (۲۰۱۶)، ۱۰۰ دانشمند برتر آسیایی (۲۰۱۶)، ستاره برنز باوهینیا (BBS)، دولت سار هنگ کنگ (۲۰۱۷)، عضویت آکادمی علوم پزشکی چین (۲۰۱۹) به‌دست آورده است.